# Wilhelm Ullmann
Johannes Wilhelm Ullmann (* 12. Oktober 1854 in Nieder-Erlenbach; † 9. August 1927 ebenda) war ein hessischer Landwirt und Politiker (NLP) und Abgeordneter der 2. Kammer der Landstände des Großherzogtums Hessen.
Wilhelm Ullmann war der Sohn des Landwirts Johannes Georg Ullmann und dessen Ehefrau Anna Katharina, geborene Möser. Ullmann, der evangelischen Glaubens war, war Landwirt in Nieder-Erlenbach und heiratete am 9. Dezember 1877 in  Nieder-Erlenbach Anna Katharina geborene Rach.
Von 1904 bis 1911 gehörte er der Zweiten Kammer der Landstände an. Er wurde für den Wahlbezirk Oberhessen 1/Vilbel gewählt. 1896 wurde er Bürgermeister von Nieder-Erlenbach wo er auch Mitglied des Kirchenvorstandes war.